# Timbre de distributeur
Un timbre de distributeur est un timbre-poste émis par une automate qui imprime la valeur faciale selon la demande du consommateur.
Le premier timbre de distributeur est apparu en France en 1969, dans le cadre de l'expérimentation d'un bureau de poste automatisé, installé dans un centre commercial de Montgeron.
Ces timbres de distributeur ne doivent pas être confondus avec les empreintes de machines à affranchir qui sont une forme de timbre préoblitéré et qui sont parfois imprimés sur les mêmes supports. Les timbres de distributeur, comme les autres timbres-poste, ne portent pas de date du jour d'émission et sont oblitérés pendant l'expédition du pli.

## Principe
Le distributeur est un automate délivrant des timbres et vignettes en imprimant les valeurs et mentions selon la commande d'un client.
Dans le vocabulaire philatélique courant, les timbres de distributeur sont appelés du nom de la machine ou du service postal local les délivrant. Par exemple :
- ATM est l'abréviation en anglais de automated teller machine.
- Frama, de la société suisse qui a fabriqué les premières Frankiermaschinen pour La Poste suisse dans les années 1980.
- LSA et LISA, abréviation en France d'après le service de La Poste : Libre-service d'affranchissement.

Ces timbres de distributeur ne peuvent cependant pas être qualifiés de vignettes puisqu'ils ont la même valeur d'affranchissement que des timbres-poste.

## Historique
De mars 1969 à juillet 1970, en France, les PTT installent un bureau de poste entièrement automatisé dans un centre commercial de Montgeron, dans l'Essonne. Parmi les services proposés, une machine délivre des timbres à la demande : sur un rectangle blanc, elle imprime les dessins déjà utilisés pour les empreintes des machines à affranchir. À l'encre rouge, un timbre à la dentelure dessinée contient la valeur faciale et un rond signale le lieu d'émission.
En août 1976, La Poste suisse installe les premiers automates commandés à la société Frama, dont le succès permet celle-ci d'établir un des premiers formats de timbres qui se répand ensuite dans le monde.
En 1984, au congrès de Hambourg, les timbres de distributeur sont reconnus comme timbres-poste par les membres de l'Union postale universelle, et sont donc acceptés sur le courrier international.

## Collection
Des administrations postales émettent des timbres de distributeur sur du papier illustré comme elles émettent des timbres commémoratifs. Ce papier peut être modifié régulièrement ou servir plus longuement comme des timbres d'usage courant.
La période d'émission des timbres de distributeur commémoratifs peut être courte comme en France : le temps d'une exposition philatélique, des distributeurs peuvent délivrer des timbres illustrés sur le thème de la manifestation. L'émission peut durer aussi longtemps qu'un timbre du programme philatélique et être régulièrement renouvelée comme au Danemark et en Espagne.
L'habitude s'est prise chez les collectionneurs de ce type de timbres de les acquérir par groupe de trois portant les valeurs de trois affranchissements de base. En France, par exemple, les tarifs économique et prioritaire de la lettre de moins de 20 grammes accompagnés de celui du 2e échelon prioritaire ou du tarif vers l'Europe.
Cependant, selon les machines, l'impression des valeurs faciales est réalisée à l'aide de techniques qui ne sont pas prévues pour que l'encre reste lisible sur un terme aussi long qu'une collection. La question de la conservation des mentions se pose et des collectionneurs réclament aux administrations postales d'utiliser des méthodes qui fixent l'encre plus durablement.
La recherche de variétés existe également avec les timbres de distributeurs, en particulier, les assèchements d'encre, erreur de couleur d'encre, fin du rouleau de papier avec les messages imprimés sur les dernières vignettes le signalant, inversion du sens du papier et donc impression à l'envers, etc.

### Articles par pays
- Timbre de distributeur de France
- InfoBrief: ATM. Ein Kulleraugen-Informationsdienst (Schellerten),  (ISSN 0933-1409) (since october 1984)